# Pentäsjoki
Pentäsjoki är ett 62,5 kilometer långt biflöde till Torne älv, belägen i kommunerna Pajala och Övertorneå. Dess källa är sjön Pentäsjärvi och flyter mot sydost. Det tar emot vatten från Aapuajoki och mynnar vid Neistenkangas i Torne älv. 

## Mänsklig historia
Flottning bedrevs i ån fram till 1950-talet.[källa behövs] Längs ån och dess biflöden finns byarna Olkamangi, Aapua, Aartojärvi (avfolkad) och Pentäsjärvi. För att ån skulle fungera som sådan byggdes det dammar och rensades bottnar i den. Tillsammans med ett intensivt skogsbruk som inbegrep skogsdikningar påverkade det fiskreproduktionen negativt. Sedan något år[när?] pågår en restaurering av ån med målet att förbättra miljön, framförallt lekbottnar, för fisk som öring och harr. Samtidigt har tillgängligheten till ån förbättrats genom att en vandrings-, och skoterled dragits och rastplatser och övernattningsstugor byggts längs ån.[källa behövs]